# Flérida de Nolasco
Flérida de Nolasco (Flérida Lamarche Henríquez; * 27. Februar 1891 in Santo Domingo; † 12. Februar 1976 ebenda) war eine dominikanische Musik- und Literaturwissenschaftlerin.
De Nolasco studierte an der Universidad Autónoma de Santo Domingo Philosophie und Literatur und wirkte als Professorin für dominikanische Literatur und Musikgeschichte. Sie publizierte in ständiger Folge Schriften zur Geschichte, Musik und Folklore der Dominikanischen Republik und Lateinamerikas. 1970 zeichnete sie die Pontificia Universidad Católica Madre y Maestra mit einem Ehrendoktortitel aus. De Nolasco war mit dem Schriftsteller und Historiker Sócrates Nolasco verheiratet.

## Schriften
- Cultura Musical, 1927
- De música española y otros temas, 1939
- La música en Santo Domingo y otros Ensayos, 1939
- La Poesía Folklórica en Santo Domingo, 1946
- Existencia y Vicisitudes del Colegio Gorjón, 1947
- Cuadros del Evangelio, 1947
- Vibraciones en el Tiempo, 1948, 1972
- Días de la Colonia, 1952
- Rutas de Nuestra Poesía, 1952
- Santo Domingo en el Folklore Universal, 1957
- Grandes Momentos de la Historia de la Música, 1957
- Santa Teresa de Jesús a través de sus Obras, 1959
- El primer santuario de América, 1961
- Pedro Henríquez Ureña, Síntesis de su pensamiento, 1966
- Clamor de Justicia en la Española, 1502-1795, 1971
- Luminarias en Vela, 1972
- Mi Testimonio, 1975